# União Internacional de Telecomunicações
A União Internacional de Telecomunicações (UIT) (em francês:  Union internationale des télécommunications; em inglês:  International Telecommunication Union) é a agência da ONU especializada em tecnologias de informação e comunicação. Destinada a padronizar e regular as ondas de rádio e telecomunicações internacionais, a agência é composta por todos os 193 países membros da ONU e por mais de 700 entidades do setor privado e acadêmico.
Foi fundada como International Telegraph Union (União Internacional de Telégrafos), em Paris, no dia 17 de maio de 1865 e é hoje a organização internacional mais antiga do mundo. Suas principais ações incluem estabelecer a alocação de espectros de ondas de rádio e organizar os arranjos de interconexões entre todos os países permitindo, assim, ligações de telefone internacionais. É uma das agências especializadas da Organização das Nações Unidas (ONU), tendo sua sede em Genebra, na Suíça, próximo ao principal campus da ONU.
Os padrões internacionais que são produzidos pela UIT são denominados Recomendações (com a primeira letra em maiúsculo, para diferenciar do significado comum da palavra recomendação). A longevidade da UIT como organização internacional e sua posição de agência especializada da ONU confere maior reconhecimento internacional[carece de fontes?] sobre os padrões promovidos por outras organizações que publicam especificações técnicas similares.
O trabalho da UIT é todo conduzido por seus membros. Como parte da estrutura das Nações Unidas, um país pode ser membro, nesse caso sendo chamado de Membro de Estado. Companhias e outras organizações podem possuir outra classe de associação, sendo chamados de Membro de Setor ou status de Associado. Membros de Setor e Associados possuem participação direta no desenvolvimento de padrões (o que não é permitido em outras organizações de padronização, como a Organização Internacional para Padronização (ISO).

## Setores da UIT
A UIT é composta internamente por três setores, contando ainda com a UIT Telecom, que organiza grandes eventos mundiais de TIC, e com uma Secretaria Geral, que gerencia o trabalho do dia a dia e os seus setores.
Cada setor conta com um grupo consultivo e uma comissão de estudo, e gerencia um aspecto diferente dos assuntos tratados pela União:

Radiocomunicações (UIT-R)
Responsável pela gestão do espectro de radiofrequência internacional e recursos de órbita de satélite mediante a elaboração de normas para o uso eficaz do espectro de radiofrequências. Realiza estudos sobre o desenvolvimento de sistemas de radiocomunicações e sobre as operações de ajuda em caso de catástrofes, incluindo previsão, detecção, alerta e assistência em caso de desastre.
Desenvolvimento (UIT-D)
Responsável por ajudar a difundir o acesso equitativo, sustentável e barato à infraestrutura e aos serviços de tecnologias de informação e comunicação, com a finalidade de garantir a todos os habitantes do planeta o direito à comunicação.
 Normatização (UIT-T)
Responsável pela elaboração, a partir do diálogo com o setor industrial, de padrões e normas consensuais sobre tecnologia que garantam o funcionamento, a interoperabilidade e a integração dos sistemas de comunicação em todo mundo com a finalidade de facilitar o acesso das indústrias aos diferentes mercados de cada país. Antes de 1992 era conhecida como Comitê Consultivo Internacional Telefônico e Telegráfico ou CCITT (de seu nome francês "Comité consultatif internacional téléphonique et télégrahique").

## Conferência Mundial de Telecomunicações Internacionais – (WCIT-12)
A UIT promoveu em Dubai, entre 03 e 14 de dezembro de 2012, a Conferência Mundial das Telecomunicações Internacionais (WCIT-12, do inglês World Conference on International Telecommunications), um evento para atualizar os Regulamentos Internacionais de Telecomunicação (ITRs). A conferência anterior para atualizar os ITRs ocorreu em Melbourne em 1988.